# Baumgarten (Vienne)
Pour les articles homonymes, voir Baumgarten.
Baumgarten est une partie du 14e Arrondissement de Vienne, Penzing. Il est constitué de Oberbaumgarten et Unterbaumgarten, tous deux sont des communautés cadastrales.

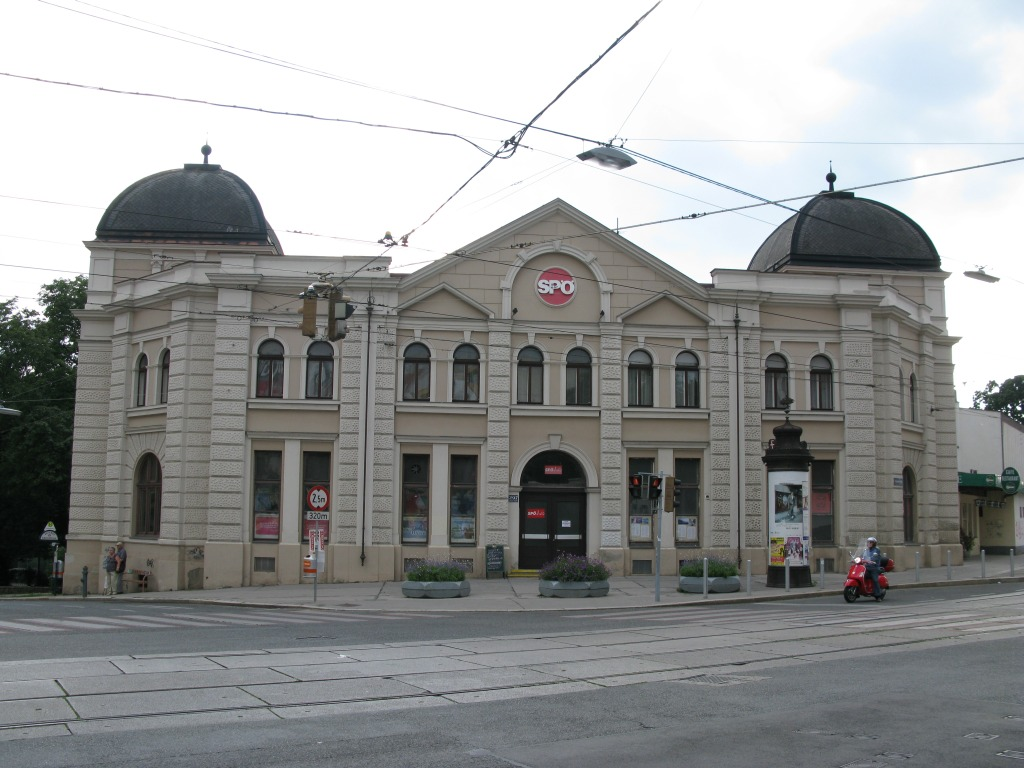
Vue du casino de Baumgartner

C'est la ville natale du peintre Gustav Klimt.

## Littérature
- Felix Czeike: Historisches Lexikon Wien. Band 1, Kremayr & Scheriau, Wien 1992,  (ISBN 3-218-00543-4), S. 284 f.
- Hertha Wohlrab: Penzing: Geschichte des 14. Wiener Gemeindebezirkes und seiner alten Orte. Jugend und Volk, Wien 1985,  (ISBN 3-224-16209-0).
- Walter Krobot, Josef Otto Slezak, Hans Sternhart: Straßenbahn in Wien – vorgestern und übermorgen. Verlag Josef Otto Slezak, Wien 1972,  (ISBN 3-900134-00-6).